# Legergeneraal
Legergeneraal of generaal van het leger (Russisch: генерал армии, general armii) was een rang in de Sovjet-Unie die voor het eerst werd ingesteld in juni 1940 als een hoge rang voor generaals van het Rode Leger, alleen ondergeschikt aan de maarschalk van de Sovjet-Unie. Van 1935 tot 1940 werd de rang Komandarm 1ste rang toegekend. In de daaropvolgende 51 jaar, van 1940 tot 1991, creëerde de Sovjet-Unie 133 generaals van het leger, van wie er 32 later bevorderd werden tot de rang van maarschalk van de Sovjet-Unie. Het is een directe tegenhanger van de rang "generaal van het leger" van de Russische Federatie.

## Bevordering
De rang werd meestal gegeven aan hoge officieren van het Ministerie van Defensie en de Generale Staf, en ook aan verdienstelijke militaire districtcommandanten. Vanaf de jaren 1970 werd de rang ook vaak gegeven aan de hoofden van de KGB en het Ministerie van Binnenlandse Zaken.  De rang werd bij decreet toegekend door het Presidium van de Opperste Sovjet.
De eerste die, op 4 juni 1940, bevorderd werd in de graad was Georgi Zjoekov (later Maarschalk van de Sovjet-Unie), gevolgd door onder meer Kirill Meretskov en Dmitri Pavlov. Latere legergeneraals zijn onder anderen Ivan Tsjernjachovski (de jongste commandant van een Front uit de Tweede Wereldoorlog, gedood in Oost-Pruisen), Vasili Sokolovski, Nikolaj Krylov, Filipp Golikov, Andrej Jerjomenko, Ivan Bagramjan, Kirill Moskalenko, Matvej Zacharov, Aleksej Antonov (hoofd van de generale staf in de slotfase van de Tweede Wereldoorlog, onderscheiden met de Orde van de Overwinning), Issa Plijev (een in Ossetië geboren bevelhebber uit de Tweede Wereldoorlog die een belangrijke rol speelde in de Cubaanse raketcrisis), Sergej Birjoezov (ook Tweede Wereldoorlog en Cubaanse raketcrisis), Ivan Jakoebovski (bevelhebber uit de Tweede Wereldoorlog die opperbevelhebber werd van de Groep van Sovjetstrijdkrachten in Duitsland), Pjotr Kosjevoj (bevelhebber uit de Tweede Wereldoorlog die tevens opperbevelhebber werd van de Groep van Sovjetstrijdkrachten in Duitsland en de Praagse Lente neersloeg) en Joeri Andropov (die de rang bekleedde als hoofd van de KGB).
De Sovjetrang van generaal van het leger is gelijkwaardig aan de Britse en Amerikaanse rangen van generaal; de Sovjet- en huidige Russische rangenstelsels hebben ook een rang van maarschalk.
De overeenkomstige marinerang is vlootadmiraal, die zowel in de Sovjet- als in de Russische marine werd gebruikt, hoewel hij veel minder vaak werd toegekend.
Legergeneraal werd gebruikt voor de infanterie en mariniers, maar bij de luchtmacht, artillerie, pantsertroepen, genie troepen en signaaltroepen werden de rangen van maarschalk van de tak en oppermaarschalk van de tak gebruikt.

## Chronologische gebruikte ranginsignia
| Rode Leger (Sovjet-Unie)        | Rode Leger (Sovjet-Unie)        | Rode Leger (Sovjet-Unie)        | Rode Leger (Sovjet-Unie)                    | Sovjetleger                              | Sovjetleger                  | Sovjetleger                  | Sovjetleger                  |
| ------------------------------- | ------------------------------- | ------------------------------- | ------------------------------------------- | ---------------------------------------- | ---------------------------- | ---------------------------- | ---------------------------- |
|                                 |                                 |                                 |                                             |                                          |                              |                              |                              |
| Komandarm 1ste rang (1935—1940) | Komandarm 1ste rang (1935—1940) | Komandarm 1ste rang (1935—1940) | kraaginsignes dagelijks uniform (1940—1943) | schouderinsignes velduniform (1943—1955) | formeel / parade (1943—1955) | formeel / parade (1955—1974) | formeel / parade (1974—1991) |